# トレマーズ 地獄島
『トレマーズ 地獄島』（トレマーズ じごくじま、Tremors: Shrieker Island）は、2020年に発売されたオリジナルビデオ。『トレマーズシリーズ』の第7作で、ドン・マイケル・ポールが監督、彼とブライアン・ブライトリーが脚本を務めた。マイケル・グロスとジョン・ヘダーが主演を務め、2020年10月20日にユニバーサル・ピクチャーズ・ホームエンターテイメントからリリースされた。

## ストーリー
エイベックス・バイオのオーナーであるビルは遺伝子操作したグラボイドを私有島に持ち込み、富裕層のハンターを集めてグラボイド狩りを楽しんでいた。隣の島にいた研究者のジャスとジミーは不自然な地震振動を察知して島の調査に向かい、そこでグラボイドの死骸を発見する。2人は島を離れようとするが、同行者のイシモンがシュリーカーに襲われ殺されてしまう。ジャスはグラボイドを駆除するため、ジミーにパプアニューギニアにいるバート・ガンマーを連れてくるように指示する。一方、ジャスの抗議を受けたビルはグラボイド狩りを邪魔されないように外部との通信を遮断してしまう。パプアニューギニアに到着したジミーはバートと接触するが、彼はすでにグラボイド狩りから引退していた。バートは息子トラヴィスに依頼するように告げるが、ジミーから「トラヴィスは幻覚キノコの密輸でメキシコの刑務所に収監されている」と聞かされ、彼に説得されて島に向かう。
島に到着したバートは、トラヴィスの母親で自分の元交際相手だったジャスと再会する。バートはグラボイド狩りのための銃器を調達しようとするが、研究施設には銃器は置いておらず、ジミーに第二次世界大戦時のバンカーに案内され、そこでマチェテや火炎放射器、ダイナマイトを調達する。バートたちはビルの島に向かうが、島ではシュリーカーによってハンターたちが襲われていた。シュリーカーを追い払ったバートは研究施設に戻り、ビルにグラボイド狩りを止めるように警告するが拒否され、麻酔銃を撃たれて意識を失ってしまう。ビルはハンターたちが次々と犠牲になる中でグラボイド狩りを続けるが、愛想を尽かしたアンナに離反されてしまう。アンナはバートたちと合流し、ダイナマイトを使用してグラボイドを爆殺する。翌朝、バートはビルと接触してグラボイド狩りを止めるように説得するが聞き入れられず、ビルはグラボイドに殺されてしまう。
バートは、かつて友人バルとアールが用いた方法でグラボイドを倒そうと考え、島の台地にグラボイドを誘き出す作戦を思いつく。ジャスとフレディたちが準備を整える一方、バートとジミーは残っているシュリーカーを倒しに向かう。シュリーカーを倒したバートはグラボイドを誘導しながら台地に到着し、ジミーと共に崖に向かって走り出す。バートは途中でジミーを守るために進行方向から突き飛ばして砂煙の中に消えていき、グラボイドは崖下に落下してジャスたちによって爆破される。ジミーやジャスたちはバートを探すが彼の姿はどこにもなく、彼らはバートの墓を作り、バートの帽子や戦いに用いた武器を手向ける。

## キャスト
※括弧内は日本語吹替
- バート・ガンマー - マイケル・グロス（伊藤和晃）
- ジミー - ジョン・ヘダー（三上哲）
- ジャスミン・"ジャス"・ウェルカー - キャロライン・ラングリッシュ（英語版）（一柳みる）
- ビル - リチャード・ブレイク（廣田行生）
- フレディ - ジャッキー・クルーズ（英語版）（尼子絢那）
- アンナ - キャシー・クレア
- ボーティ - サハジャック・ブーンタナキット
- リチャーズ博士 - マシュー・ダグラス (西村太佑)
- ウォールストリート - パーンデー・カルシ
- プリティボーイ - デヴィッド・アサバノン
- イシモン - ブーンマ・ランフォン

## 製作
2018年12月13日、マイケル・グロスはユニバーサル・ピクチャーズから『トレマーズシリーズ』第7作目の製作と主演起用を打診されたことを公表し、「『トレマーズシリーズ』のファンは、私が第7作の出演契約を結んだことを知って喜ぶことでしょう。私の見立てでは、バート・ガンマーは2019年の秋にグラボイドや凶悪な姿の野生生物たちを狩り始めると思います」とコメントしている。
2019年11月13日、タイ王国で撮影が始まり、ワーキングタイトルは「Island Fury」と名付けられた。同月26日にはジョン・ヘダー、ジャッキー・クルーズ、リチャード・ブレイクが出演契約を結んだ。一方、前2作でバート・ガンマーの息子トラヴィス役を演じたジェイミー・ケネディは出演しなかった。12月12日にマイケル・グロスは撮影が完了したことを発表し、2020年8月には正式なタイトルが「Tremors: Shrieker Island」になることが発表された。

## 評価
Rotten Tomatoesでは8件の批評が寄せられ支持率38%、平均評価5.1/10となっている。Sean Chandler Talks Aboutのショーン・チャンドラーは「B-」評価を付け、「『トレマーズ 地獄島』は素晴らしい映画ではないが、楽しいクリーチャー映画になっています」と批評している。スターバースト誌のソル・ハリスは3/5の星を与え、「豊富なグラボイドのアクション、一握りの素晴らしいギャグ、驚くような感情的なクライマックスが『トレマーズ 地獄島』を思っていたよりも完成度の高い作品に仕上げている」と批評している。Crooked Marqueeのジョシュ・ベルは「C」評価を付け、「特に良い映画ではないが、映画界では見かけなくなったキャラクターの良いショーケースになった」と批評している。
ブラッディ・ディスガスティングのジョン・スクイズは2.5/5の星を与え、「映画製作者が自由に使える資金は明らかに不足しており、バート・ガンマーの伝説から掘り返せるネタもあまり残っていないように思える」と批評しており、Movie Nationのロジャー・ムーアは1.5/4の星を与えて「カリフォルニア砂漠の巨大ワームの怖くて緊張感のある、そして愉快な映画が観たいなら、ロン・アンダーウッドが監督し、ケヴィン・ベーコン、フレッド・ウォード、マイケル・グロス、リーバ・マッキンタイアが出演したオリジナル版『トレマーズ』をレンタルすることを勧めます」と批評している。AllHorror.comは「『トレマーズ 地獄島』はこれまでのトレマーズ・フランチャイズがやらなかったことをして、全く別の映画にしました。『トレマーズ 地獄島』は基本的に『ジュラシック・パーク』です。グラボイドをティラノサウルスに変換すれば、バート・ガンマーとナポレオン・ダイナマイト（ジョン・ヘダーが『ナポレオン・ダイナマイト』で演じたキャラクター）主演の『ジュラシック・パーク』になります」、インデペンデント紙のクラリス・ローエリーは2/5の星を与えて「ファン層に対しては雄弁に語りかけるかも知れないが、部外者を困惑させることは間違いない」と批評している。

## 続編の可能性
マイケル・グロスはブラッディ・ディスガスティングの中で「ユニバーサル・ピクチャーズ・ホームエンターテインメントは『トレマーズシリーズ』の製作意欲を失っているかも知れない」と前置きしつつ、続編について「『トレマーズシリーズ』第8作の扉はまだ開いたままです。映像を見た限りではあり得ないように思えますが、まだ可能性は残っています。第8作が面白いストーリーになっているなら、私は出演を快諾するでしょう」と語っている。また、Facebookでは「確証はありません。ですが、今回で最終作なのかと疑問を抱いている皆さんのために、以前も言ったことを伝えます、それは、売上が続編を後押ししてくれるということです。ショービジネスはショーが5%、ビジネスが95%ですから、売上が良いならユニバーサル・スタジオ・ハリウッドはお金の後について来るでしょうし、ユニバーサル・ピクチャーズ・ホームエンターテインメントも戻ってくることでしょう」と語っている。